# Nati nel 1901/Ottobre
| Questa pagina contiene informazioni ricavate automaticamente dalle voci biografiche con l'ausilio del template Bio e di un bot. L'aggiornamento è periodico e automatico e ricostruisce completamente la pagina. Se manca una persona in questa lista, sei pregato di non aggiungerla, ma accertati piuttosto che la sua voce biografica contenga il template Bio e che i dati anagrafici siano correttamente compilati. Se il template Bio manca, inseriscilo tu stesso o, in alternativa, metti l'avviso {{tmp\|Bio}} che ne segnala la mancanza. Se i dati riportati sono sbagliati, correggi direttamente la voce biografica; le modifiche saranno visibili in questa lista entro pochi giorni. Per chiarimenti vedi il progetto biografie. La lista contiene solo le 121 persone che sono citate nell'enciclopedia e per le quali è stato implementato correttamente il template Bio. Pagina aggiornata al 10 ago 2025. |

- 1º ottobre - Vincenzo Bosari, scrittore italiano († 1990)
- 1º ottobre - Homer Brightman, sceneggiatore statunitense († 1988)
- 1º ottobre - Stanisława Przybyszewska, drammaturga polacca († 1935)
- 2 ottobre - Roy Campbell, poeta e scrittore sudafricano († 1957)
- 2 ottobre - Arthur Dietzsch, militare tedesco († 1974)
- 2 ottobre - Charles Stark Draper, ingegnere statunitense († 1987)
- 2 ottobre - Wolfango Giusti, slavista e traduttore italiano († 1980)
- 2 ottobre - Alice Prin, modella, attrice e scrittrice francese († 1953)
- 3 ottobre - Armando Gavagnin, giornalista e antifascista italiano († 1978)
- 3 ottobre - Jean Grémillon, regista francese († 1959)
- 3 ottobre - František Halas, poeta, scrittore e traduttore ceco († 1949)
- 3 ottobre - François Le Lionnais, ingegnere, matematico e scrittore francese († 1984)
- 3 ottobre - Marta Radici, pediatra italiana († 1978)
- 4 ottobre - Adrian Bell, giornalista inglese († 1980)
- 4 ottobre - Guido Cominotto, mezzofondista e velocista italiano († 1967)
- 4 ottobre - Renée Lamberet, anarchica e storica francese († 1980)
- 4 ottobre - Carroll Nye, attore statunitense († 1974)
- 4 ottobre - Giorgio Pitacco, calciatore italiano
- 5 ottobre - Stewart Barrett, pallanuotista irlandese († 1982)
- 5 ottobre - Francesco Caiti, calciatore e allenatore di calcio italiano
- 5 ottobre - Angela Daneu Lattanzi, bibliotecaria e pittrice italiana († 1985)
- 5 ottobre - Guglielmo Gajani, calciatore italiano († 1980)
- 5 ottobre - Luciano Miori, latinista, grecista e traduttore italiano († 1985)
- 5 ottobre - Rudolf Plemich, calciatore ungherese († 1969)
- 6 ottobre - Robert Brunschvig, islamista francese († 1990)
- 6 ottobre - Eveline Du Bois-Reymond Marcus, zoologa tedesca († 1990)
- 6 ottobre - Wolfgang Langhoff, attore e regista teatrale tedesco († 1966)
- 6 ottobre - Nella Marchesini, pittrice e illustratrice italiana († 1953)
- 6 ottobre - Muzaffar ul-Mulk, principe indiano († 1949)
- 7 ottobre - Andreas Böhm, baritono ungherese († 1952)
- 7 ottobre - Leslie Perrins, attore inglese († 1962)
- 7 ottobre - Ralph Rainger, compositore e pianista statunitense († 1942)
- 7 ottobre - Souvanna Phouma, politico e patriota laotiano († 1984)
- 7 ottobre - Enrico Torre, velocista, lunghista e multiplista italiano († 1975)
- 8 ottobre - Jaroslav Bohata, allenatore di calcio e calciatore cecoslovacco († 1961)
- 8 ottobre - Mark Oliphant, fisico australiano († 2000)
- 8 ottobre - Thorsten Svensson, calciatore svedese († 1954)
- 8 ottobre - John Tansey, attore, regista e sceneggiatore statunitense († 1971)
- 8 ottobre - Doris Allen, psicologa statunitense († 2002)
- 9 ottobre - Ercole Carzino, calciatore e allenatore di calcio italiano († 1980)
- 9 ottobre - Alberto Fermín Zubiría, politico uruguaiano († 1971)
- 9 ottobre - Tomàs Garcés, poeta e traduttore spagnolo († 1993)
- 9 ottobre - Francis Hyland, vescovo cattolico statunitense († 1968)
- 10 ottobre - Otto Brendel, archeologo e etruscologo tedesco († 1973)
- 10 ottobre - Alberto Giacometti, scultore e pittore svizzero († 1966)
- 10 ottobre - Eligio Peretti, calciatore italiano († 1983)
- 10 ottobre - Aleksandr Sergeevič Ščerbakov, politico e generale sovietico († 1945)
- 11 ottobre - Paul-André Robert, pittore e naturalista svizzero († 1977)
- 12 ottobre - Mario Bossi, calciatore italiano
- 12 ottobre - Luigi Califano, biologo italiano († 1976)
- 12 ottobre - Enrico Falqui, scrittore e critico letterario italiano († 1974)
- 12 ottobre - Gabriel-Marie Garrone, cardinale e arcivescovo cattolico francese († 1994)
- 12 ottobre - F. Edward Hébert, politico e giornalista statunitense († 1979)
- 12 ottobre - Ernst Karlberg, hockeista su ghiaccio svedese († 1987)
- 12 ottobre - Alessandro Melchiori, politico, editorialista e militare italiano († 1987)
- 13 ottobre - Domenico Alice, calciatore italiano
- 13 ottobre - Gino Baghetti, attore e doppiatore italiano († 1977)
- 13 ottobre - Beppe Levrero, pittore italiano († 1986)
- 13 ottobre - Gennaro Miceli, politico e ingegnere italiano († 1976)
- 13 ottobre - Cipriano Nunes dos Santos, calciatore portoghese († 1964)
- 13 ottobre - Enrico Paulucci, pittore italiano († 1999)
- 14 ottobre - Attilio Biseo, aviatore e generale italiano († 1966)
- 14 ottobre - Andrea Emo, filosofo italiano († 1983)
- 14 ottobre - Georges Lampin, regista, sceneggiatore e attore francese († 1979)
- 14 ottobre - Filippo Lo Giudice, politico italiano († 1963)
- 15 ottobre - Hermann Josef Abs, banchiere tedesco († 1994)
- 15 ottobre - Maria Dazzi, traduttrice e docente italiana († 1990)
- 15 ottobre - Enrique Jardiel Poncela, drammaturgo spagnolo († 1952)
- 15 ottobre - Kid Kaplan, pugile statunitense († 1970)
- 15 ottobre - Juraj Neidhardt, architetto e urbanista jugoslavo († 1979)
- 15 ottobre - Manuel Vidal Hermosa, calciatore spagnolo († 1965)
- 15 ottobre - Bernard von Brentano, scrittore tedesco († 1964)
- 16 ottobre - Tomás Loyarte, calciatore argentino
- 16 ottobre - Federico Munerati, calciatore e allenatore di calcio italiano († 1980)
- 17 ottobre - Cesare Bettarini, attore italiano († 1980)
- 18 ottobre - Carlo Del Re, avvocato italiano († 1978)
- 18 ottobre - Josef Effenberger, ginnasta ceco († 1983)
- 18 ottobre - Pasquale Frustaci, compositore e direttore d'orchestra italiano († 1971)
- 18 ottobre - Annette Hanshaw, cantante statunitense († 1985)
- 19 ottobre - David Collet, canottiere britannico († 1904)
- 19 ottobre - Primo Longobardo, militare e marinaio italiano († 1942)
- 19 ottobre - Ľudo Ondrejov, scrittore e poeta slovacco († 1962)
- 20 ottobre - Frank Churchill, compositore statunitense († 1942)
- 20 ottobre - Adelaide Hall, cantante statunitense († 1993)
- 20 ottobre - Dmitrij Danilovič Leljušenko, generale sovietico († 1987)
- 20 ottobre - Giovanni Perego, calciatore italiano
- 20 ottobre - Luigi Tasselli, pistard e ciclista su strada italiano († 1971)
- 20 ottobre - Isma'il al-Azhari, politico sudanese († 1969)
- 21 ottobre - Margarete Buber-Neumann, scrittrice e giornalista tedesca († 1989)
- 21 ottobre - Pasquale Cortese, politico italiano († 1973)
- 21 ottobre - Manuel Meana, calciatore spagnolo († 1985)
- 21 ottobre - Gerhard von Rad, teologo tedesco († 1971)
- 22 ottobre - Lorenzo Biasutti, politico italiano († 1995)
- 22 ottobre - Wijeyananda Dahanayake, politico singalese († 1997)
- 22 ottobre - Aldo Fascetti, avvocato e politico italiano († 1960)
- 24 ottobre - František Císař, calciatore cecoslovacco († 1928)
- 24 ottobre - Carletto Gambarotta, calciatore italiano († 1996)
- 24 ottobre - Gilda Gray, ballerina e attrice polacca († 1959)
- 24 ottobre - Zygmunt Puławski, ingegnere polacco († 1931)
- 24 ottobre - Gabriele Sartori, religioso e militare italiano († 1990)
- 25 ottobre - Ettore Piazza, scrittore, poeta e drammaturgo italiano († 1962)
- 25 ottobre - Mario Scazzola, calciatore italiano († 1983)
- 27 ottobre - Danio Bolognini, vescovo cattolico italiano († 1972)
- 27 ottobre - Luis Brunetto, triplista e lunghista argentino († 1968)
- 27 ottobre - Ignác Molnár, allenatore di calcio e calciatore ungherese († 1986)
- 27 ottobre - Lucio Piccolo, poeta, esoterista e musicologo italiano († 1969)
- 28 ottobre - Carlo Bay, calciatore italiano († 1959)
- 28 ottobre - Enrico Caronti, partigiano italiano († 1944)
- 28 ottobre - Ferruccio Funghi, fantino italiano († 1973)
- 28 ottobre - Giacinto Genco, politico italiano († 1997)
- 28 ottobre - Ambrogio Gianotti, presbitero e partigiano italiano († 1969)
- 28 ottobre - Stefano Schiapparelli, partigiano e antifascista italiano († 1985)
- 28 ottobre - Giovanni Voyer, tenore spagnolo († 1976)
- 29 ottobre - Daniele Amfitheatrof, direttore d'orchestra russo († 1983)
- 29 ottobre - Georges Moulène, calciatore francese († 1976)
- 29 ottobre - Ana María Vela Rubio, supercentenaria spagnola († 2017)
- 30 ottobre - Nives Comas Casati, pittrice, scenografa e stilista italiana († 1990)
- 30 ottobre - Edward Kirby, mezzofondista statunitense († 1968)
- 30 ottobre - Gustave Raballand, vescovo cattolico e missionario francese († 1973)
- 31 ottobre - Gustavas Gvildys, calciatore lituano († 1945)
- 31 ottobre - Dyalma Stultus, pittore italiano († 1977)